# Région autonome
Une région autonome est une subdivision territoriale ou une dépendance d'un territoire indépendant et souverain bénéficiant d'un certain niveau d'autonomie politique officialisé par un statut juridique spécifique dans le territoire dans lequel elle est située. Les territoires qui jouissent de ce type de statut peuvent être des entités géographiques distinctes du territoire dont ils dépendent ; dans ce cas l'autonomie facilite l'auto-administration. Ils peuvent aussi abriter d'importantes minorités nationales, et la décentralisation des pouvoirs peut alors faciliter l'apaisement des revendications autonomistes et indépendantistes. De nombreux territoires autonomes remplissent ces deux conditions.
Son appellation peut différer selon l'État ou le territoire dans lequel elle se trouve. Le substantif « région » peut plutôt faire place à une zone autonome, un territoire autonome, une province autonome, un district autonome ou encore un État autonome. 

## Caractéristiques
La région autonome, malgré son nom, ne bénéficie généralement pas d'une autonomie complète, il s'agit plutôt d'une région d'un État qui bénéficie de pouvoirs spéciaux et plus étendus que d'autres régions du même État. La région autonome tire son nom en ce qu'elle bénéficie de plus d'autonomie que les autres régions du même État. C'est pourquoi, il est difficile d'affirmer que les provinces du Canada, les États des États-Unis ou les États du Brésil constituent des régions autonomes, et ce, même s'ils bénéficient d'importants pouvoirs – notamment législatifs, judiciaires, administratifs et fiscaux – par rapport à l'État central : ces entités fédérées ne jouissent pas de pouvoirs que les autres entités territoriales au sein de l'État n'ont pas. Il s'agit d'une différence fondamentale de la région autonome vis-à-vis de la région faisant partie d'une fédération. 
Le degré d'autonomie politique d'une région autonome dépend de sa loi constitutive ou de la Constitution de l'État dans lequel elle est située. Il s'agit donc d'un concept théorique dont les caractéristiques exactes sont variables. 
La région autonome peut ainsi posséder des caractéristiques étatiques, politiques et administratives fondamentales qui se distinguent de celles de l'État dans lequel elle est incluse. Par exemple, une langue officielle qui lui est propre, une monnaie distincte, un système juridique distinct, une administration frontalière propre, des forces militaires distinctes ou encore un système éducatif distinct.
Souvent, mais pas exclusivement, la région autonome est établie car elle constitue le territoire historique d'une minorité ethnique, culturelle ou religieuse au sein d'un État et son établissement permet donc de favoriser la paix sociale et l'intégrité territoriale.

## Histoire
Depuis des centaines d'années, plusieurs États adoptent des mécanismes législatifs internes leur permettant d'établir des types d'autonomies spéciales pour certaines régions de leur territoire. Ceux-ci sont par exemple prévus dans leurs constitutions respectives. Par exemple, dès le XIXe siècle, l'Islande constitue un État autonome au sein du Danemark à partir de 1904, avant de devenir un État souverain, mais demeurant uni au Danemark en 1918. Le Grand-duché de Finlande, entité autonome au sein de la Russie entre 1809 et 1917, est également un autre exemple de région autonome où des textes finlandais ou suédois de 1772 et 1798 continuaient à trouver application. Au sein de l'Empire austro-hongrois, certaines régions bénéficiaient d'une autonomie plus accrue, telles que le Royaume de Croatie-Slavonie ou encore le Condominium de Bosnie-Herzégovine.
Des exemples plus récents existent également. Par exemple en Union des républiques socialistes soviétiques, où les constitutions soviétiques de 1923 et de 1936 reconnaissent non seulement les entités fédérées qui composent l'Union, mais également les régions autonomes qui existent au sein de ces entités. La constitution espagnole de 1931 prévoyait également que les provinces ayant des caractéristiques historiques, culturelles et économiques particulières pouvaient se constituer « en région autonome afin de former un noyau politico-administratif au sein de l'État espagnol ». Les constitutions italienne de 1948, yougoslave de 1946 ou encore françaises de 1946 et 1958 constituent d'autres instruments législatifs auxquels les gouvernements se sont servis afin de procéder à l'établissement de régions autonomes.

## Liste
Plusieurs territoires sont considérés par la communauté internationale comme ayant un statut de région autonome :
| État                       | Région autonome | Région autonome              | Notes                                    |
| -------------------------- | --------------- | ---------------------------- | ---------------------------------------- |
| Azerbaïdjan                | 1.              | Haut-Karabagh                | sécessionniste, pro-arménienne           |
| Azerbaïdjan                | 2.              | Nakhitchevan                 |                                          |
| Chine                      | 1.              | Guangxi                      |                                          |
| Chine                      | 2.              | Mongolie-Intérieure          |                                          |
| Chine                      | 3.              | Níngxià                      |                                          |
| Chine                      | 4.              | Tibet                        |                                          |
| Chine                      | 5.              | Xinjiang                     |                                          |
| Espagne                    | 1.              | Andalousie                   |                                          |
| Espagne                    | 2.              | Aragon                       |                                          |
| Espagne                    | 3.              | Asturies                     |                                          |
| Espagne                    | 4.              | Îles Baléares                |                                          |
| Espagne                    | 5.              | Îles Canaries                |                                          |
| Espagne                    | 6.              | Cantabrie                    |                                          |
| Espagne                    | 7.              | Castille-La Manche           |                                          |
| Espagne                    | 8.              | Castille-et-León             |                                          |
| Espagne                    | 9.              | Catalogne                    |                                          |
| Espagne                    | 10.             | Ceuta                        | ville autonome                           |
| Espagne                    | 11.             | Estrémadure                  |                                          |
| Espagne                    | 12.             | Galice                       |                                          |
| Espagne                    | 13.             | La Rioja                     |                                          |
| Espagne                    | 14.             | Communauté de Madrid         |                                          |
| Espagne                    | 15.             | Melilla                      | ville autonome                           |
| Espagne                    | 16.             | Région de Murcie             |                                          |
| Espagne                    | 17.             | Communauté forale de Navarre |                                          |
| Espagne                    | 18.             | Pays basque                  |                                          |
| Espagne                    | 19.             | Communauté valencienne       |                                          |
| Géorgie                    | 1.              | Abkhazie                     | sécessionniste                           |
| Géorgie                    | 2.              | Adjarie                      |                                          |
| Géorgie                    | 3.              | Ossétie du Sud               | sécessionniste                           |
| Irak                       | 1.              | Kurdistan irakien            |                                          |
| Italie                     | 1.              | Frioul-Vénétie Julienne      | région italienne à statut spécial        |
| Italie                     | 2.              | Sardaigne                    | région italienne à statut spécial        |
| Italie                     | 3.              | Sicile                       | région italienne à statut spécial        |
| Italie                     | 4.              | Trentin-Haut-Adige           | région italienne à statut spécial        |
| Italie                     | 5.              | Vallée d'Aoste               | région italienne à statut spécial        |
| Moldavie                   | 1.              | Gagaouzie                    |                                          |
| Moldavie                   | 2.              | Transnistrie                 | sécessionniste                           |
| Ouzbékistan                | 1.              | Karakalpakstan               |                                          |
| Papouasie-Nouvelle-Guinée  | 1.              | Bougainville                 |                                          |
| Philippines                | 1.              | Mindanao musulmane           |                                          |
| Portugal                   | 1.              | Açores                       |                                          |
| Portugal                   | 2.              | Madère                       |                                          |
| Saint-Christophe-et-Niévès | 1.              | Niévès                       |                                          |
| Sao Tomé-et-Principe       | 1.              | Principe                     |                                          |
| Tadjikistan                | 1.              | Haut-Badakhchan              |                                          |
| Trinité-et-Tobago          | 1.              | Tobago                       | jouit d'une assemblée législative propre |